# Шантлув
Шантлув (фр. Chantelouve) — коммуна во Франции, находится в регионе Рона — Альпы. Департамент коммуны — Изер. Входит в состав кантона Матезин-Триев. Округ коммуны — Гренобль.
Код INSEE коммуны — 38073. Население коммуны на 1999 год составляло 73 человека. Населённый пункт находится на высоте от 975 до 3023 метров над уровнем моря. Муниципалитет расположен на расстоянии около 510 км юго-восточнее Парижа, 125 км юго-восточнее Лиона, 30 км юго-восточнее Гренобля. Мэр коммуны — Gaëtan Joubert-Pinet, мандат действует на протяжении 2008—2014 гг.
Динамика населения (INSEE):